# Abszolútum
Az abszolútum metafizikai fogalom, amely a filozófiában egy tökéletes, önálló valóság, amely önmagán kívül semmitől nem függ.
Az elnevezést egyes vallásokban általánosságban egy személyes vagy személytelen Legfelsőbb Lényre vonatkozóan alkalmazzák.

## Etimológia
Az elnevezés az abszolút szóból származik, amely pedig a latin absolutus – teljes, tökéletes; az absolvere – eloldozni igéből): bevégzett, föltétlen, semmitől sem függő, korlátlan; a relatív ellentéte.

## Az abszolútum további értelmezései
1. A végső valóság.
2. A feltétlen létező, amely maga minden más feltételéül szolgál.
3. A végtelen, amely minden végesnek feltétele.
4. A legmagasabb rendű létező, a legfőbb lény, azaz - egyesek szerint - Isten.

## A filozófiában
A filozófia történetében az abszolútum olyan valóság, amelynek létezése nem függ mástól, hanem önmagában létezik.
A hegeli filozófiában mint Abszolút Szellem, mint a legfőbb világész nyer értelmet. 

## A vallásokban
A monoteista vallásokban az Abszolút fogalmát a személyes Istenről alkotott elképzelésekkel társítják.

### Indiai vallások
A védikus szövegekben számos értelmezési formával találkozhatunk az Abszolút Lény és a világ viszonyának értelmezésében: a politeizmustól a henoteizmuson, panteizmuson, panenteizmuson, teopantizmuson keresztül a tiszta monoteizmusig.
Az indiai (dharmikus) vallásokban, a hinduizmusban lehet Brahman vagy Ísvara  vagy az átman is.
A Bhagavad Gita Krisna személyét tekinti az Istenség legfelsőbb aspektusának, akinek mind a személytelen Brahman, mind az összes déva csak alsóbbrendű aspektusai.
Az Abszolútum-kérdést nem szabad összetéveszteni az emberfeletti lényekkel, dévákkal és aszurákkal, akiknek létezését minden indiai vallás elfogadja, de akiket nem abszolút lényeknek tekintenek, és akik az emberekhez hasonlóan alá vannak vetve a szanszára törvényeinek.

### Keresztény teológia
Abszolút valami, amennyiben önmagában, önmaga által van, és mástól nem függ. A teljességgel abszolút az, amit önmagától létezőnek, önmagától igaznak és önmagától jónak gondolunk, és ami e tekintetben nem függ semmitől (ellentétele a relatív). A feltétlenről tapasztalatot szerezhetünk a gondolkodás segítségével a megismerésben, ahol a relatívot vagy feltételtől függőt mint ilyent ismerjük meg, valamint az erkölcsi kötelesség érzésében. A kereszténység igényt tart az abszolút vallás címére: a kereszténység nem fokozza abszolúttá a végességet, a feltételhez-kötöttséget, a relativitást, amely minden emberi dolognak, tehát minden vallásnak is sajátossága. De mivel Isten Jézus Krisztusban feltétlenül elfogadta a végest, és önmagát közölte a végessel, ezért a kereszténység azzal az igénnyel lép fel, hogy a vallások között egyedülálló, hogy minden más vallásnak a beteljesedése és hogy a történelmen belül minden tekintetben felülmúlhatatlan. Ez az abszolútság tehát nem a történeti feltételektől függő és bűnös Egyházra vonatkozik, hanem Isten kegyelmére.

## A fogalom egy újabb felfogásban
Az abszolút fogalma egy újabb felfogásban az anyag elemi szintjét (a létezés valós alapelemeinek szintjét) jelenti. Eszerint valójában ezen a szinten történnek az események, az ember pedig egy jóval magasabb bonyolultságú perceptuális valóságban létezve csak következtetni tud az abszolút valóságra (tehát valószínűségekben gondolkozik). A világ megismerésének egyetlen reális útja, ha az emberi gondolkodásban explicit célként jelenik meg az abszolút gondolkodásra való törekvés. Ennek első lépéseként egy Abszolút szótár kialakítása és folyamatos bővítése vált szükségessé. Ebben a szótárban nincsen helye a valóságban igazolhatóan nem létező (az abszolútból nem származtatható) fogalmaknak.